# Filmfestival van Cannes 2021
Het 74ste Filmfestival van Cannes is een internationaal filmfestival dat plaatsvond in Cannes van 6 tot en met 17 juli 2021, na oorspronkelijk gepland te zijn van 11 tot en met 22 mei 2021. 
In maart 2021 werd de Amerikaanse regisseur en scenarioschrijver Spike Lee opnieuw gevraagd om juryvoorzitter te zijn voor het festival. Hij was in 2020 ook gevraagd, maar de internationale competitie werd toen afgelast als gevolg van de COVID-19-pandemie. Spike Lee is de eerste zwarte regisseur die de rol van juryvoorzitter op zich zal nemen. In april 2021 werd bekend dat het festival geopend wordt met de film Annette, van de Franse regisseur Leos Carax.
De officiële selectie werd bekendgemaakt op 3 juni 2021.

## Jury

### Internationale competitie
| Naam                       | Beroep                                    | Land              |
| -------------------------- | ----------------------------------------- | ----------------- |
| Spike Lee (juryvoorzitter) | Regisseur                                 | Verenigde Staten  |
| Mati Diop                  | Regisseur en actrice                      | Senegal Frankrijk |
| Mylène Farmer              | Zangeres                                  | Canada Frankrijk  |
| Maggie Gyllenhaal          | Actrice, regisseur en producent           | Verenigde Staten  |
| Jessica Hausner            | Regisseur en scenarioschrijver            | Oostenrijk        |
| Mélanie Laurent            | Actrice en regisseur                      | Frankrijk         |
| Kleber Mendonça Filho      | Regisseur, scenarioschrijver en producent | Brazilië          |
| Tahar Rahim                | Acteur                                    | Frankrijk         |
| Song Kang-ho               | Acteur                                    | Zuid-Korea        |

### Un certain regard
| Naam                           | Beroep              | Land                |
| ------------------------------ | ------------------- | ------------------- |
| Andrea Arnold (juryvoorzitter) | Regisseur           | Verenigd Koninkrijk |
| Daniel Burman                  | Regisseur           | Argentinië          |
| Michael Angelo Covino          | Regisseur en acteur | Verenigde Staten    |
| Mounia Meddour                 | Regisseur           | Algerije            |
| Elsa Zylberstein               | Actrice             | Frankrijk           |

## Officiële selectie

### Internationale competitie
De volgende films werden geselecteerd voor de internationale competitie. De gearceerde film betreft de winnaar van de Gouden Palm.
| Film                      | Regisseur                 | Land |
| ------------------------- | ------------------------- | --- |
| Ahed's Knee               | Nadav Lapid               | Vlag van Israël · Vlag van Frankrijk                                                                                             |
| Annette                   | Leos Carax                | Vlag van Frankrijk · Vlag van Duitsland · Vlag van België                                                                        |
| Benedetta                 | Paul Verhoeven            | Vlag van Frankrijk · Vlag van Nederland                                                                                          |
| Bergman Island            | Mia Hansen-Løve           | Vlag van Brazilië · Vlag van Frankrijk · Vlag van Duitsland · Vlag van Mexico                                                    |
| Drive My Car              | Ryusuke Hamaguchi         | Vlag van Japan |
| Flag Day                  | Sean Penn                 | Vlag van Verenigde Staten |
| La Fracture               | Catherine Corsini         | Vlag van Frankrijk |
| France                    | Bruno Dumont              | Vlag van Frankrijk · Vlag van Italië · Vlag van Duitsland · Vlag van België                                                      |
| The French Dispatch       | Wes Anderson              | Vlag van Verenigde Staten |
| Haut et fort              | Nabil Ayouch              | Vlag van Marokko · Vlag van Frankrijk                                                                                            |
| A Hero                    | Asghar Farhadi            | Vlag van Iran |
| Hytti nro 6               | Juho Kuosmanen            | Vlag van Rusland · Vlag van Finland                                                                                              |
| Les Intranquilles         | Joachim Lafosse           | Vlag van België · Vlag van Frankrijk                                                                                             |
| Lingui                    | Mahamat Saleh Haroun      | Vlag van België · Vlag van Tsjaad · Vlag van Frankrijk · Vlag van Duitsland                                                      |
| Memoria                   | Apichatpong Weerasethakul | Vlag van Colombia · Vlag van Frankrijk · Vlag van Duitsland · Vlag van Mexico · Vlag van Thailand · Vlag van Verenigd Koninkrijk |
| Nitram                    | Justin Kurzel             | Vlag van Australië · Vlag van Verenigd Koninkrijk                                                                                |
| Les Olympiades, Paris 13e | Jacques Audiard           | Vlag van Frankrijk |
| Petrov's Flu              | Kirill Serebrennikov      | Vlag van Frankrijk · Vlag van Duitsland · Vlag van Rusland · Vlag van Zwitserland                                                |
| Red Rocket                | Sean Baker                | Vlag van Verenigde Staten |
| The Story of My Wife      | Ildikó Enyedi             | Vlag van Hongarije · Vlag van Frankrijk · Vlag van Frankrijk · Vlag van Duitsland · Vlag van Italië                              |
| Titane                    | Julia Ducournau           | Vlag van België · Vlag van Frankrijk                                                                                             |
| Tout s'est bien passé     | François Ozon             | Vlag van Frankrijk |
| Tre piani                 | Nanni Moretti             | Vlag van Italië · Vlag van Frankrijk                                                                                             |
| Verdens verste menneske   | Joachim Trier             | Vlag van Noorwegen · Vlag van Zweden · Vlag van Frankrijk                                                                        |

### Un certain regard
De volgende films werden geselecteerd voor de sectie Un certain regard. De gearceerde film betreft de winnaar van de Prix Un certain regard.
| Film                                                        | Regisseur                    | Land |
| ----------------------------------------------------------- | ---------------------------- | --- |
| After Yang                                                  | Kogonada                     | Vlag van Verenigde Staten                                                                                 |
| Baglilik Hasan                                              | Semih Kaplanoğlu             | Vlag van Turkije                                                                                          |
| Blue Bayou                                                  | Justin Chon                  | Vlag van Verenigde Staten                                                                                 |
| Bonne mère                                                  | Hafsia Herzi                 | Vlag van Frankrijk                                                                                        |
| La Civil                                                    | Teodora Mihai                | Vlag van België · Vlag van Mexico · Vlag van Roemenië                                                     |
| Freda                                                       | Gessica Généus               | Vlag van Haïti                                                                                            |
| Great Freedom                                               | Sebastian Meise              | Vlag van Oostenrijk                                                                                       |
| House Arrest                                                | Aleksei Alekseivich German   | Vlag van Rusland                                                                                          |
| The Innocents                                               | Eskil Vogt                   | Vlag van Denemarken · Vlag van Finland · Vlag van Noorwegen · Vlag van Zweden · Vlag van Verenigde Staten |
| Lamb                                                        | Valdimar Jóhannsson          | Vlag van IJsland · Vlag van Polen · Vlag van Zweden                                                       |
| Let There Be Morning                                        | Eran Kolirin                 | Vlag van Israël                                                                                           |
| Un monde                                                    | Laura Wandel                 | Vlag van België                                                                                           |
| Moneyboys                                                   | Yilin Bo Chen                | Vlag van Oostenrijk · Vlag van België · Vlag van Frankrijk · Vlag van Taiwan                              |
| Mes frères, et moi                                          | Yohan Manca                  | Vlag van Frankrijk                                                                                        |
| Onoda, 10 000 nuits dans la jungle                          | Arthur Harari                | Vlag van Frankrijk · Vlag van Duitsland · Vlag van België · Vlag van Italië                               |
| Noche de fuego                                              | Tatiana Huezo                | Vlag van Mexico                                                                                           |
| Rehana Maryam Noor                                          | Abdullah Mohammad Saad       | Vlag van Bangladesh                                                                                       |
| Remainder                                                   | Jiazuo Na                    | Vlag van China                                                                                            |
| Razzhimaja kulaki (Разжимая кулаки) (Unclenching the Fists) | Kira Kovalenko               | Vlag van Rusland                                                                                          |
| Women Do Cry                                                | Vesela Kazakova, Mina Mileva | Vlag van Bulgarije · Vlag van Frankrijk                                                                   |

## Prijzen

### Internationale competitie
- Gouden Palm: Titane van Julia Ducournau
- Grote Prijs: A Hero van Asghar Farhadi en Hytti nro 6 van Juho Kuosmanen
- Juryprijs: Ahed's Knee van Nadav Lapid
- Beste regisseur: Leos Carax voor Annette
- Beste acteur: Caleb Landry Jones voor Nitram
- Beste actrice: Renate Reinsve voor Verdens verste menneske
- Beste scenario: Ryusuke Hamaguchi en Takamasa Oe voor Drive My Car

### Un certain regard
- Prix Un certain regard: Unclenching the Fists van Kira Kovalenko
- Juryprijs: Great Freedom van Sebastian Meise
- Prijs voor het ensemble: Bonne mère van Hafsia Herzi
- Prijs van de moed: La Civil van Teodora Mihai
- Prijs van de originaliteit: Lamb van Valdimar Jóhannsson
- Speciale vermelding: Noche de fuego van Tatiana Huezo

### Gouden camera
- Caméra d'or: Murina van Antoneta Alamat Kusijanović

### Onafhankelijke prijzen
- Queer Palm: La Fracture van Catherine Corsini